# Ramiro Pez
Ramiro Eduardo Pez (Ciudad de Córdoba, 6 de diciembre de 1978) es un ex–jugador italiano de rugby nacido en Argentina que se desempeña como apertura.

## Carrera
Su última aventura europea fue reforzar al recién ascendido al Top 14, el RC Toulon, en la temporada 2008-09. Para la siguiente temporada el club contrató como aperturas a las estrellas Jonny Wilkinson y Felipe Contepomi, por lo que Pez no fue renovado y decidió regresar a Argentina.

## Selección nacional
Fue convocado a la Azzurri por primera vez en julio de 2000 para enfrentar a Manu Samoa, con el retiro de Diego Domínguez se convirtió en el apertura titular de su seleccionado y lo fue hasta su último partido en septiembre de 2007 frente al XV del Cardo. En total jugó 40 partidos y marcó 260 puntos.

### Participaciones en Copas del Mundo
Solo disputó la Copa del Mundo de Rugby de Francia 2007 en la que la Azzurri comenzó el Mundial cayendo ante los All Blacks, luego las victorias ante los Stejarii y Portugal llevó a los italianos a buscar una victoria obligatoria frente a Escocia para pasar de fase, que terminó en derrota y resultó en la eliminación de Italia.
| Mundial                       | Sede    | Resultado    | PJ | Tries |
| ----------------------------- | ------- | ------------ | -- | ----- |
| Copa Mundial de Rugby de 2007 | Francia | Primera fase | 2  | 0     |

## Palmarés
- Campeón del Campeonato Argentino de Rugby de 2011 y 2012.
- Campeón del Torneo Nacional de Clubes de 1999.
- Campeón del Torneo de Córdoba de 2000, 2012 y 2013.
- Campeón del RFU Championship de 2001–02 y 2002–03.